# وليام أ بركة خان
وليام أ بركة خان (بالإنجليزية: William Berke)‏ (و. 1903 – 1958 م) هو كاتب سيناريو، مخرج سينمائي من الولايات المتحدة الأمريكية ولد في ميلواكي، ويسكنسن.

## روابط خارجية
- وليام أ بركة خان على موقع IMDb (الإنجليزية)
- وليام أ بركة خان على موقع ألو سيني (الفرنسية)
- وليام أ بركة خان على موقع أول موفي (الإنجليزية)
- وليام أ بركة خان على موقع قاعدة بيانات الأفلام السويدية (السويدية)
- وليام أ بركة خان على موقع إن إن دي بي (الإنجليزية)
- وليام أ بركة خان على موقع ديسكوغز (الإنجليزية)
- وليام أ بركة خان على موقع قاعدة بيانات الفيلم (الإنجليزية)
- وليام أ بركة خان على موقع كينوبويسك (الروسية)